# Pietro Mengoli

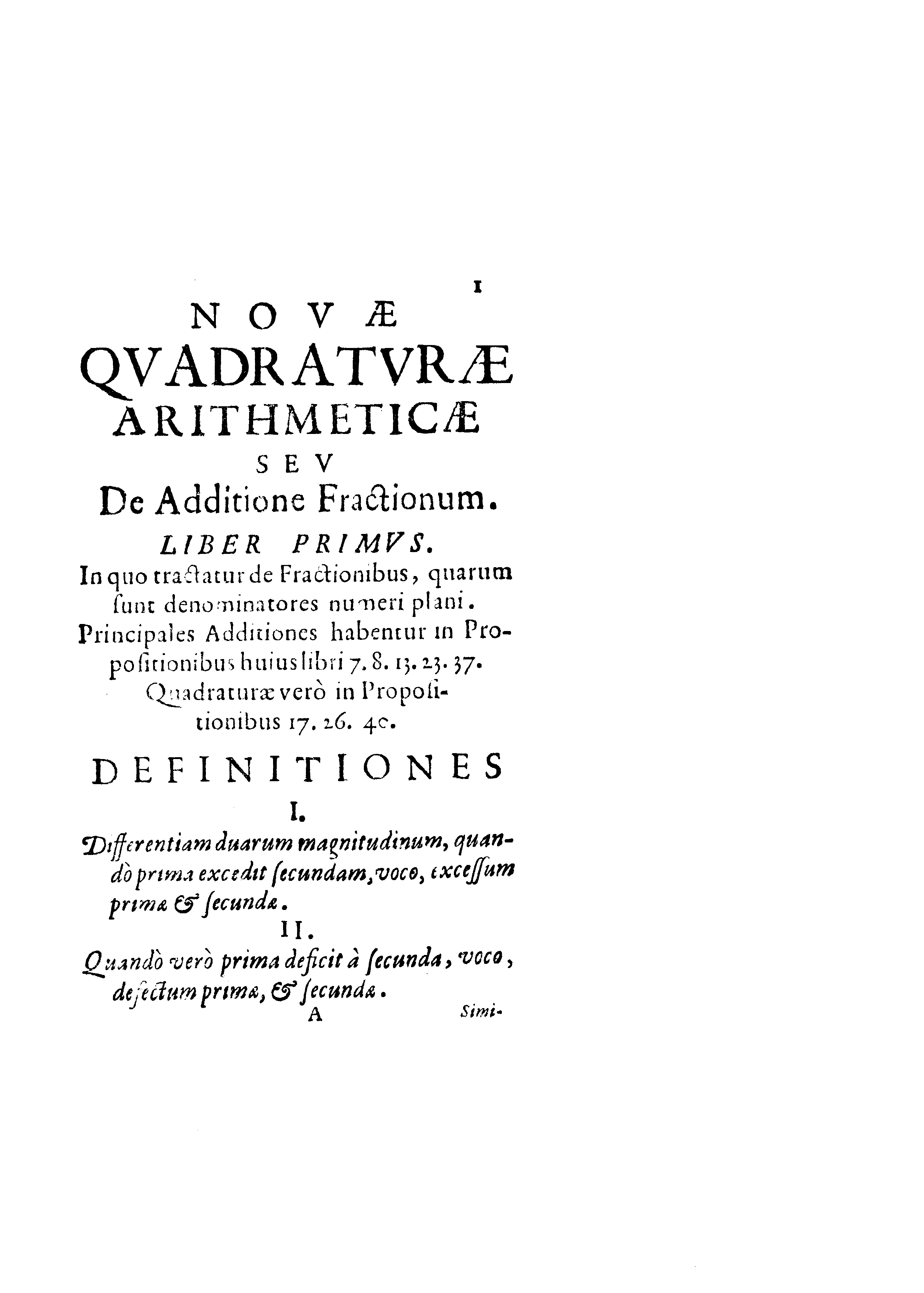
Novae quadraturae arithmeticae, 1650

Pietro Mengoli, född 1626 i Bologna, död 7 juni 1686 i Bologna, var en italiensk matematiker och präst. Han först studerade för Bonaventura Cavalieri vid Universitetet i Bologna och efterträdde honom sedan år 1647. Han var verksam som professor i Bologna under de följande 39 åren av sitt liv.
År 1644 var Mengoli den förste att lägga fram det berömda Baselproblemet, som senare löstes av Leonhard Euler 1735.
Mengoli skrev år 1650 en artikel där han visade att summan av den alternerande harmoniska serien är lika med naturlig logaritmen av 2.
Han bevisade vidare att den harmoniska serien inte konvergerar och gav också ett bevis på att Wallis 'produkt för {\displaystyle \pi } är korrekt. 